# Jim Mandich
James Michael Mandich, conhecido como Jim Mandich ou "Mad Dog" Mandich (30 de julho de 1948 - 26 de abril de 2011) foi um jogador profissional de futebol americano estadunidense.

## Carreira
Jim Mandich foi campeão da temporada de 1978 da National Football League jogando pelo Pittsburgh Steelers.

## Morte
Jim faleceu devido às complicações de um colangiocarcinoma, um câncer originário das vias biliares.